# Terinos viola
Terinos viola är en fjärilsart som beskrevs av Wall 1869. Terinos viola ingår i släktet Terinos och familjen praktfjärilar. Inga underarter finns listade i Catalogue of Life.